# Winston-Salem
Winston-Salem es una ciudad en el Condado de Forsyth del estado de Carolina del Norte, Estados Unidos. Junto a High Point y Greensboro conforman un área industrial. Tiene una población de 249.545 habitantes (2020).
Salem fue establecida por los colonos moravos en 1766. R.J. Reynolds fundó su compañía de tabaco allí en 1875. Winston fue instituida en 1849 y nombrada en honor de un soldado de la Guerra de Independencia. Los dos poblados fueron fusionados como Winston-Salem en 1913. La industria del tabaco domina la diversificada actividad económica de la ciudad, la cual va desde la elaboración de cigarrillos hasta la producción de textiles, cerveza, caucho, curtidos y petróleo.
Está ubicada a pocos kilómetros al este del río Yadkin, que es una de las fuentes del río Pee Dee.

## Demografía
Según el censo de 2000, la ciudad cuenta con 185.776 habitantes, 76.247 hogares y 46.205 familias residentes. La densidad de población es de 659 hab/km² (1.706,7 hab/mi²). Hay 82.593 unidades habitacionales con una densidad promedio de 293 u.a./km² (758.8 u.a./mi²). La composición racial de la población de la ciudad es 67.57% blanca, 37.10% negra o afroamericana, 0.31% nativa americana, 1.13% asiática, 0.04% de las islas del Pacífico, 4.29% de otros orígenes y 1.56% de dos o más razas. El 8.64% de la población es de origen hispano o latino cualquiera sea su raza de origen.

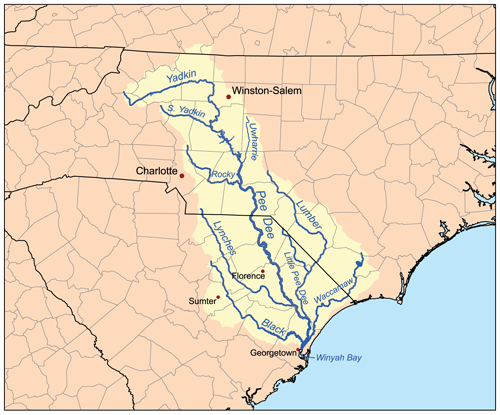
Ubicación de Winston-Salem en la cuenca del río Pee Dee

De los 76.247 hogares, en el 28.0% viven menores de edad, 40.2% están formados por parejas casadas que viven juntas, 16.6% son llevados por una mujer sin esposo presente y 39.4% no son familias. El 33.4% de todos los hogares están formados por una sola persona y el 10.7% incluyen a una persona de más de 65 años. El promedio de habitantes por hogar es de 2,32 y el tamaño promedio de las familias es de 2.95 personas.
El 23.3% de la población de la ciudad tiene menos de 18 años, el 11.7% tiene entre 18 y 24 años, el 30.4% tiene entre 25 y 44 años, el 20.9% tiene entre 45 y 64 años y el 13.7% tiene más de 65 años de edad. La media de edad es de 35 años. Por cada 100 mujeres hay 88.7 hombres y por cada 100 mujeres de más de 18 años hay 84.2 hombres.
Según la Oficina del Censo en 2000 los ingresos medios por hogar en la localidad eran de $39.589, y los ingresos medios por familia eran $46.595. Los hombres tenían unos ingresos medios de $32.398 frente a los $25.335 para las mujeres. La renta per cápita para la localidad era de $39.468. Alrededor del 4.3% de las familias y del 11.2% de la población estaban por debajo del umbral de pobreza.

## Clima
| Parámetros climáticos promedio de Winston-Salem, Carolina del Norte, Smith Reynolds Airport (normales 1991–2020 normals, extremos 1899–presente) | Parámetros climáticos promedio de Winston-Salem, Carolina del Norte, Smith Reynolds Airport (normales 1991–2020 normals, extremos 1899–presente) | Parámetros climáticos promedio de Winston-Salem, Carolina del Norte, Smith Reynolds Airport (normales 1991–2020 normals, extremos 1899–presente) | Parámetros climáticos promedio de Winston-Salem, Carolina del Norte, Smith Reynolds Airport (normales 1991–2020 normals, extremos 1899–presente) | Parámetros climáticos promedio de Winston-Salem, Carolina del Norte, Smith Reynolds Airport (normales 1991–2020 normals, extremos 1899–presente) | Parámetros climáticos promedio de Winston-Salem, Carolina del Norte, Smith Reynolds Airport (normales 1991–2020 normals, extremos 1899–presente) | Parámetros climáticos promedio de Winston-Salem, Carolina del Norte, Smith Reynolds Airport (normales 1991–2020 normals, extremos 1899–presente) | Parámetros climáticos promedio de Winston-Salem, Carolina del Norte, Smith Reynolds Airport (normales 1991–2020 normals, extremos 1899–presente) | Parámetros climáticos promedio de Winston-Salem, Carolina del Norte, Smith Reynolds Airport (normales 1991–2020 normals, extremos 1899–presente) | Parámetros climáticos promedio de Winston-Salem, Carolina del Norte, Smith Reynolds Airport (normales 1991–2020 normals, extremos 1899–presente) | Parámetros climáticos promedio de Winston-Salem, Carolina del Norte, Smith Reynolds Airport (normales 1991–2020 normals, extremos 1899–presente) | Parámetros climáticos promedio de Winston-Salem, Carolina del Norte, Smith Reynolds Airport (normales 1991–2020 normals, extremos 1899–presente) | Parámetros climáticos promedio de Winston-Salem, Carolina del Norte, Smith Reynolds Airport (normales 1991–2020 normals, extremos 1899–presente) | Parámetros climáticos promedio de Winston-Salem, Carolina del Norte, Smith Reynolds Airport (normales 1991–2020 normals, extremos 1899–presente) |
| Mes | Ene. | Feb. | Mar. | Abr. | May. | Jun. | Jul. | Ago. | Sep. | Oct. | Nov. | Dic. | Anual |
| --- | --- | --- | --- | --- | --- | --- | --- | --- | --- | --- | --- | --- | --- |
| Temp. máx. abs. (°C) | 26.1 | 28.3 | 32.8 | 33.9 | 38.3 | 40 | 40 | 40 | 38.9 | 35.6 | 28.9 | 26.1 | 40 |
| Temp. máx. media (°C) | 9.3 | 11.6 | 16 | 21.4 | 25.5 | 29.4 | 31.1 | 30.1 | 26.7 | 21.4 | 15.6 | 10.9 | 20.8 |
| Temp. media (°C) | 4.3 | 6.1 | 10.2 | 15.2 | 19.7 | 23.9 | 25.9 | 25 | 21.4 | 15.5 | 9.8 | 5.9 | 15.3 |
| Temp. mín. media (°C) | -0.7 | 0.7 | 4.5 | 9.1 | 13.9 | 18.6 | 20.7 | 19.9 | 16.2 | 9.6 | 3.9 | 0.9 | 9.8 |
| Temp. mín. abs. (°C) | -23.3 | -18.3 | -12.2 | -6.1 | -1.1 | 4.4 | 8.9 | 8.3 | 2.2 | -6.1 | -13.9 | -19.4 | -23.3 |
| Precipitación total (mm) | 85.1 | 98.8 | 91.4 | 94.2 | 95.5 | 92.5 | 107.7 | 114.6 | 98 | 83.3 | 77.7 | 83.8 | 1097.3 |
| Días de precipitaciones (≥ 0.2 mm) | 9.5 | 9.4 | 11.2 | 10.2 | 12.2 | 11.8 | 11.9 | 11.1 | 10.0 | 9.2 | 8.5 | 9.2 | 125.5 |
| Fuente: NOAA | | | | | | | | | | | | | |

## Ciudades hermanadas
- Ungheni, Moldavia

## Educación
Las Escuelas de Winston-Salem Forsyth County gestiona escuelas públicas.

## Películas filmadas en Winston-Salem
- The Bedroom Window (1987)
- Mr. Destiny (1990)
- Eddie (1996)
- The Lottery (1996)
- George Washington (2000)
- A Union in Wait (2001, documental)
- Junebug (2005)
- Lost Stallions: The Journey Home (2008)
- Goodbye Solo (2008)
- Leatherheads (2008)
- Eyeborgs (2009)
- The Longest Ride (2014)